# Blacus canariensis
Blacus canariensis är en stekelart som beskrevs av Van Achterberg och Pablo C. Guerrero 2000. Blacus canariensis ingår i släktet Blacus och familjen bracksteklar. Inga underarter finns listade.